# Stare At
『Stare At』（ステア・アット）は、平井堅通算2枚目のスタジオ・アルバム。1996年12月1日発売。発売元はソニー・レコード。現行盤はDefSTAR RECORDS（ソニー・ミュージックエンタテインメント系列）。

## 解説
「横顔」（1995年11月22日）、「ドシャブリ」（1996年8月21日）、先行シングル「Stay With Me」（1996年11月1日）を含む、セカンド・アルバム。デビュー盤『un-balanced』と変わって共作が少なく、ほぼすべての作詞・作曲を平井独りで行っている点が特徴。音楽雑誌では、「思い切り個人的なアルバム」とコメントしている。また後に「アルバムが完成したあと、リリースに至るまで半年以上時期が遅れた」とも平井自身が明かした。
収録曲のうち、「キャッチボール」は父親を歌ったとされるナンバーで、アコースティックな弾き語りで披露される機会が多い。「キャッチボール」はシングル「HEAT UP」（1997年7月21日発売）のカップリング曲としても収録された。2004年11月には、その父が亡くなったことが平井自身の口からラジオ番組（J-WAVE系列）内でリスナーへ報告されている。

## 収録曲
| 全作詞: 平井堅。 |                              |           |                  |                            |      |
| #                | タイトル                     | 作詞      | 作曲             | 編曲                       | 時間 |
| 1.               | 「悲しいのは君だけじゃない」 | 平井堅    | 平井堅           | ジョー・リノイエ、鈴川真樹 | 4:56 |
| 2.               | 「ステージ」                 | 平井堅    | 平井堅           | ジョー・リノイエ、鈴川真樹 | 4:43 |
| 3.               | 「Stay With Me」             | 平井堅    | ジョー・リノイエ | ジョー・リノイエ、鈴川真樹 | 5:00 |
| 4.               | 「なぜだろう」               | 平井堅    | 平井堅           | 武部聡志                   | 5:01 |
| 5.               | 「会いたいよ」               | 平井堅    | 平井堅           | 武部聡志                   | 5:57 |
| 6.               | 「君がわからない」           | 平井堅    | 平井堅/山下俊    | ジョー・リノイエ、鈴川真樹 | 5:07 |
| 7.               | 「くされ縁」                 | 平井堅    | 平井堅           | CHOKKAKU                   | 5:16 |
| 8.               | 「横顔」                     | 平井堅    | 平井堅           | 松浦晃久                   | 5:50 |
| 9.               | 「泣いて笑って」             | 平井堅    | 平井堅           | CHOKKAKU                   | 4:58 |
| 10.              | 「ドシャブリ」               | 平井堅    | 平井堅           | 松浦晃久                   | 5:21 |
| 11.              | 「ゆびきり」                 | 平井堅    | 平井堅           | 鹿島伸夫                   | 7:37 |
| 12.              | 「キャッチボール」           | 平井堅    | 平井堅           | 梶野秀樹                   | 3:15 |
| 合計時間:        | 合計時間:                    | 合計時間: | 合計時間:        | 63:01                      |      |

### 楽曲解説
1. 悲しいのは君だけじゃない
2. ステージ
3. Stay With Me
  - 5thシングル
4. なぜだろう
5. 会いたいよ
6. 君がわからない
7. くされ縁
8. 横顔
  - 3rdシングル
9. 泣いて笑って
10. ドシャブリ
  - 4thシングル
11. ゆびきり
  - 雨音のSEからはじまる。2008年現在、オリジナル楽曲最長のナンバー。
  - 「ゆびきり」が織り込まれたアルバム・タイトルにする構想があったという[1]。
12. キャッチボール
  - 6thシングル「HEAT UP」カップリング

## 関連作品
- Stay With Me

Ken Hirai 10th Anniversary Complete Single Collection '95-'05 歌バカ
- 横顔

Ken Hirai 10th Anniversary Complete Single Collection '95-'05 歌バカ
- ドシャブリ

Ken Hirai 10th Anniversary Complete Single Collection '95-'05 歌バカ

## 参加ミュージシャン
- 神崎まき - M-1・2・3・11 でコーラスを担当
- 古内東子 - M-5 でコーラスとコーラス・アレンジメントを担当
- CHAKA - M-4 でコーラスを担当
- ジョー・リノイエ
- 武部聡志